# Apologetică
Apologetică (gr. apologhitikos -„ care apără”) este o ramură a teologiei sistematice care are ca scop apărarea și justificarea credinței creștine împotriva adversarilor prin probe raționale sau argumente logice.
Apologetica a fost inițiată în secolele II - III de către Origen, Tertulian, Irineu, Lactanțiu, Iustin martirul și filozoful, Minuciu Felix. Apologetica se încadrează în sistemul teologiei catolice și ortodoxe.
În afară de sensul din teologie, apologetică înseamnă un sistem (adesea neîntemeiat) de apărare sau de susținere a unei idei, doctrine etc.

## Legături externe
- „Apologetică” la DEX online